# Автошлях Т 2305
| Маршрут: Т 2305               | Маршрут: Т 2305 |
| ----------------------------- | --------------- |
| Хмельницька область           |                 |
| Хмельницький район            |                 |
| Хмельницький                  | Н03 М12         |
| Об'їзний автошлях E50         | 6,8 км Н03 М12  |
| Розсошанська сільська громада |                 |
| Ружичанка                     | 9,4 км          |
| Карпівці                      | 10,1 км         |
| Баламутівка                   | 16,0 км         |
| Слобідка                      | 22,8 км         |
| Михайлівка                    | 27,2 км         |
| Микитинці                     | 28,7 км         |
| Деражнянська міська громада   |                 |
| Загінці                       | 29,8 км         |
| Маниківці                     | 33,6 км Т 2316  |
| Мазники                       | 43,0 км         |
| Віньковецька селищна громада  |                 |
| Охрімівці                     | 48,3 км         |
| Слобідка-Охрімовецька         | 51,4 км         |
| Подолянське                   | 56,3 км         |
| Віньківці                     | 58,7 км Т 2315  |
| Дашківці                      | 63 км           |

Автошля́х Т-23-05 — територіальний автомобільний шлях в Україні, Хмельницький — Віньківці — Дашківці. Проходить територією Хмельницької області.
Починається в місті Хмельницькому на перетині вулиці Кам'янецької з автошляхами Н03 і М12, проходить через населенні пункти Хмельницького району Хмельницької області і закінчується в с. Дашківці.
Основна (проїжджа) частина дороги має ширину 6—7 м, загальна ширина 9—12 м. Покриття — асфальт. Місцями — камінь і щебінь.
Загальна довжина — 63 км.